# Othon Friesz
Othon Friesz (* 6. Februar 1879 in Le Havre, Département Seine-Maritime; † 10. Januar 1949 in Paris; eigentlich Henri-Achille-Émile-Othon Friesz) war ein französischer Maler. Er gehört zu den bedeutenden Vertretern der Modernen Malerei und des Fauvismus in der ersten Hälfte des 20. Jahrhunderts.

## Leben und Werk
Henri-Achille-Émile-Othon Friesz wählte als Künstlernamen die Namenskürzung Othon Friesz. Seine Eltern förderten früh seine malerischen Ambitionen. Im Jahr 1892 begann Friesz eine Ausbildung an der École des Beaux-Arts von Le Havre als Schüler von Charles-Marie Lhuillier (1824–1898). Er lernte dort Raoul Dufy und Georges Braque kennen. Mit beiden sollte er eine lebenslange Freundschaft pflegen und Studienreisen unternehmen.

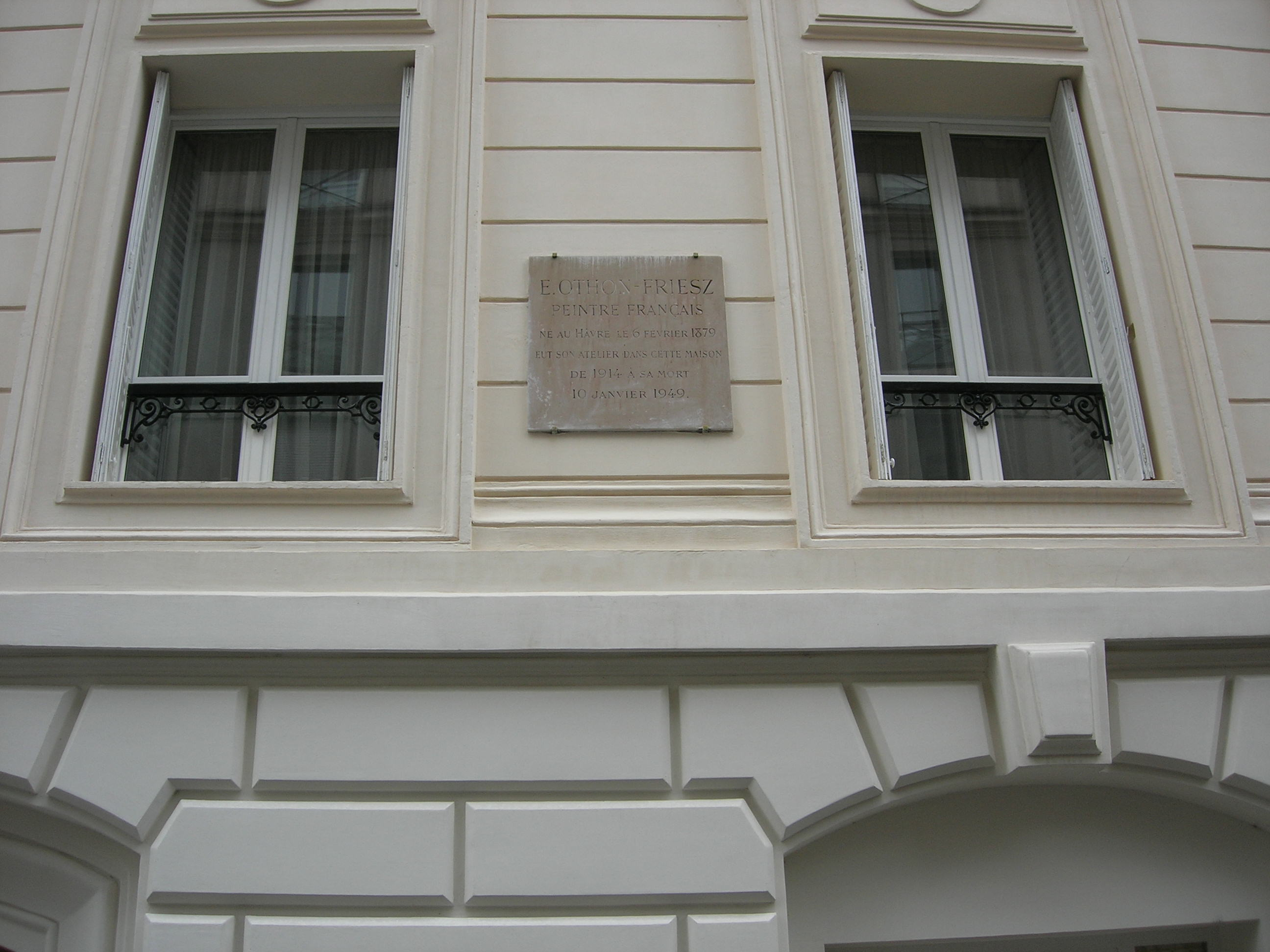
Das Atelier von Othon Friesz in der rue Notre-Dame-des Champs in Paris von 1914 bis 1949

1897 zog Friesz nach Paris und studierte bis 1903 mit einem Stipendium an der École des Beaux-Arts in Paris bei Léon Bonnat. In Paris lebte und arbeitete Friesz für den Rest seines Lebens. Er lernte in Paris die Künstler Henri Charles Manguin, Albert Marquet, Henri Matisse, Charles Camoin und Camille Pissarro kennen. Letzterer sollte ihn künstlerisch am meisten beeinflussen.
Seine erste Ausstellung fand im Jahr 1900 im Salon der Société des Artistes Français in Paris statt. 1904 folgt die Teilnahme am Salon d'Automne und 1906 am Salon des Indépendants. Othon Friesz begann in dieser Zeit im Stil des Fauvismus zu malen.
Friesz bereiste mit seinen Freunden 1911 und 1912 Portugal und Belgien, sowie München und Düsseldorf. Es folgten Beteiligungen an Ausstellungen der Berliner Sezession in Deutschland, sowie 1913 die Teilnahme an der berühmten Armory Show in New York City und eine Ausstellung in Chicago. Von 1912 bis 1921 war er Professor an der Académie Moderne in Paris, ab 1925 an der Académie Scandinave und ab 1926 an der Académie de la Grande Chaumière. Unter seinen Schülern waren Ruth Cahn und Heini Waser.
Im Jahr 1937 gestaltete Friesz, zusammen mit Raoul Dufy, den Palais de Chaillot auf der Weltausstellung in Paris. Ebenfalls 1937 wurde in der Nazi-Aktion „Entartete Kunst“ aus der Städtischen Bildergalerie Wuppertal-Elberfeld sein Tafelbild „Ideale Landschaft“ beschlagnahmt und vernichtet.
Othon Friesz ruht auf dem Cimetière Montparnasse.
Im Jahr 1959 wurden einige seiner Werke posthum in der Abteilung Graphik auf der documenta 2 in Kassel gezeigt.

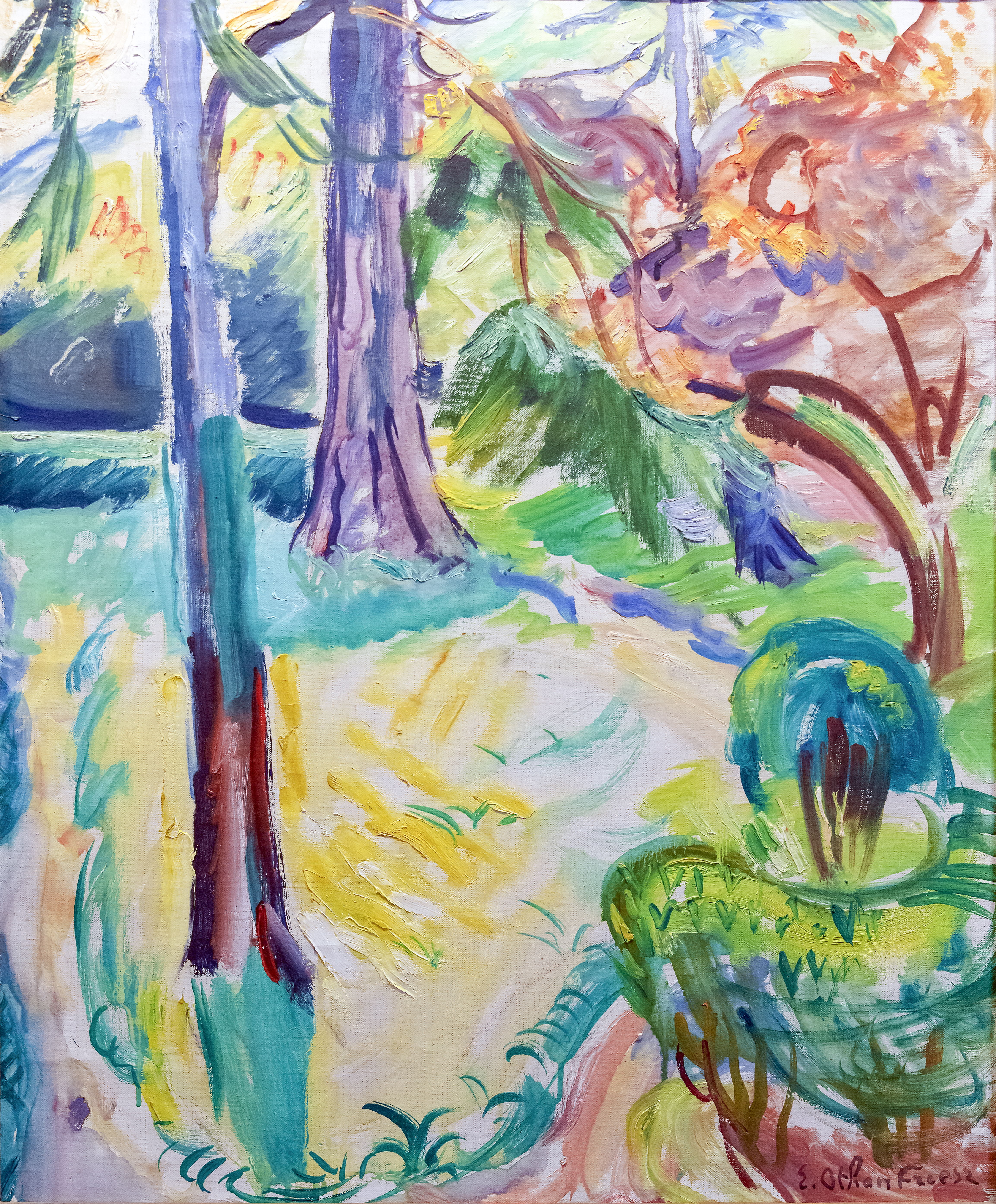
Jardin à Honfleur (1902)
Un dimanche à Honfleur (1907)
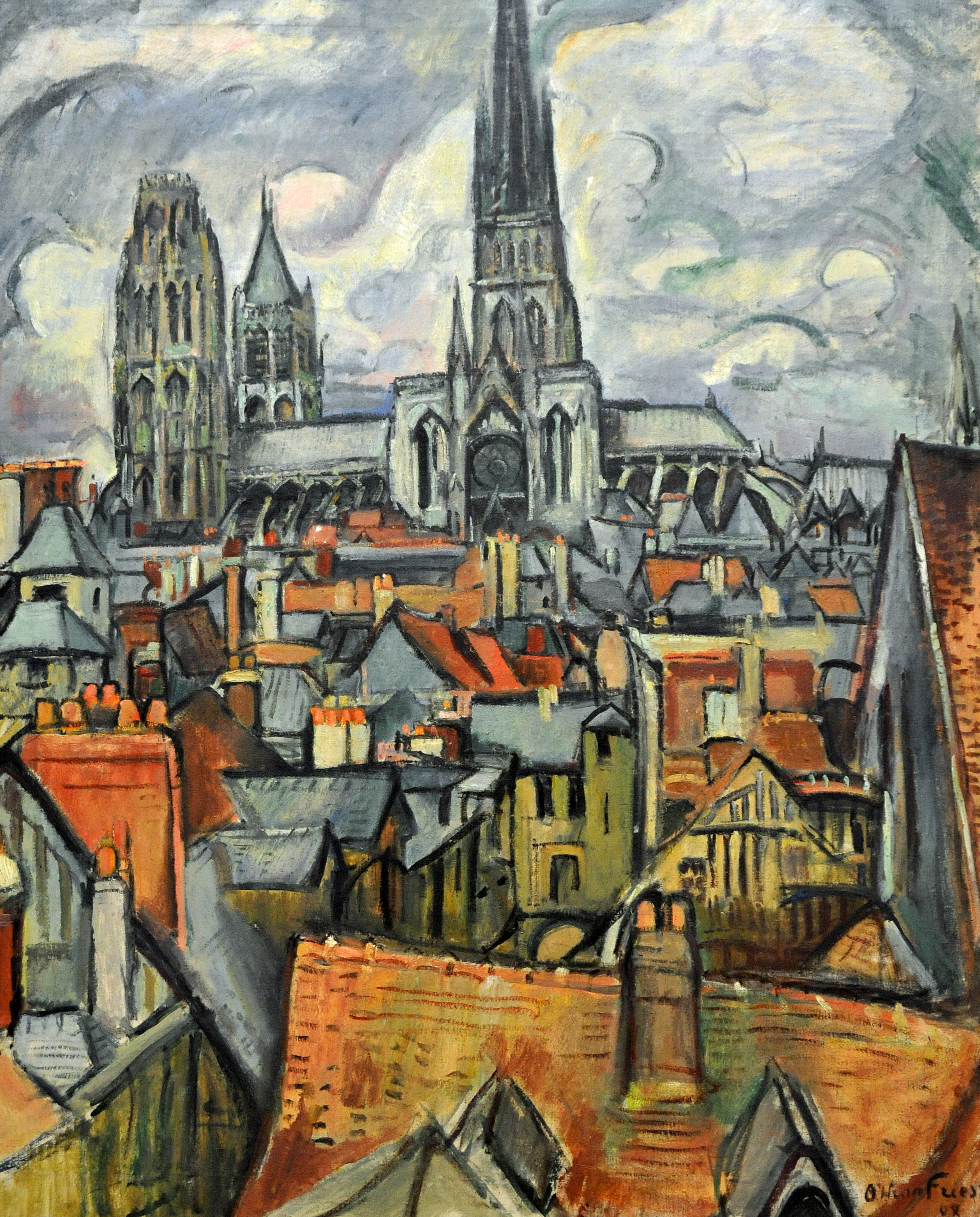
Rouen (1908)
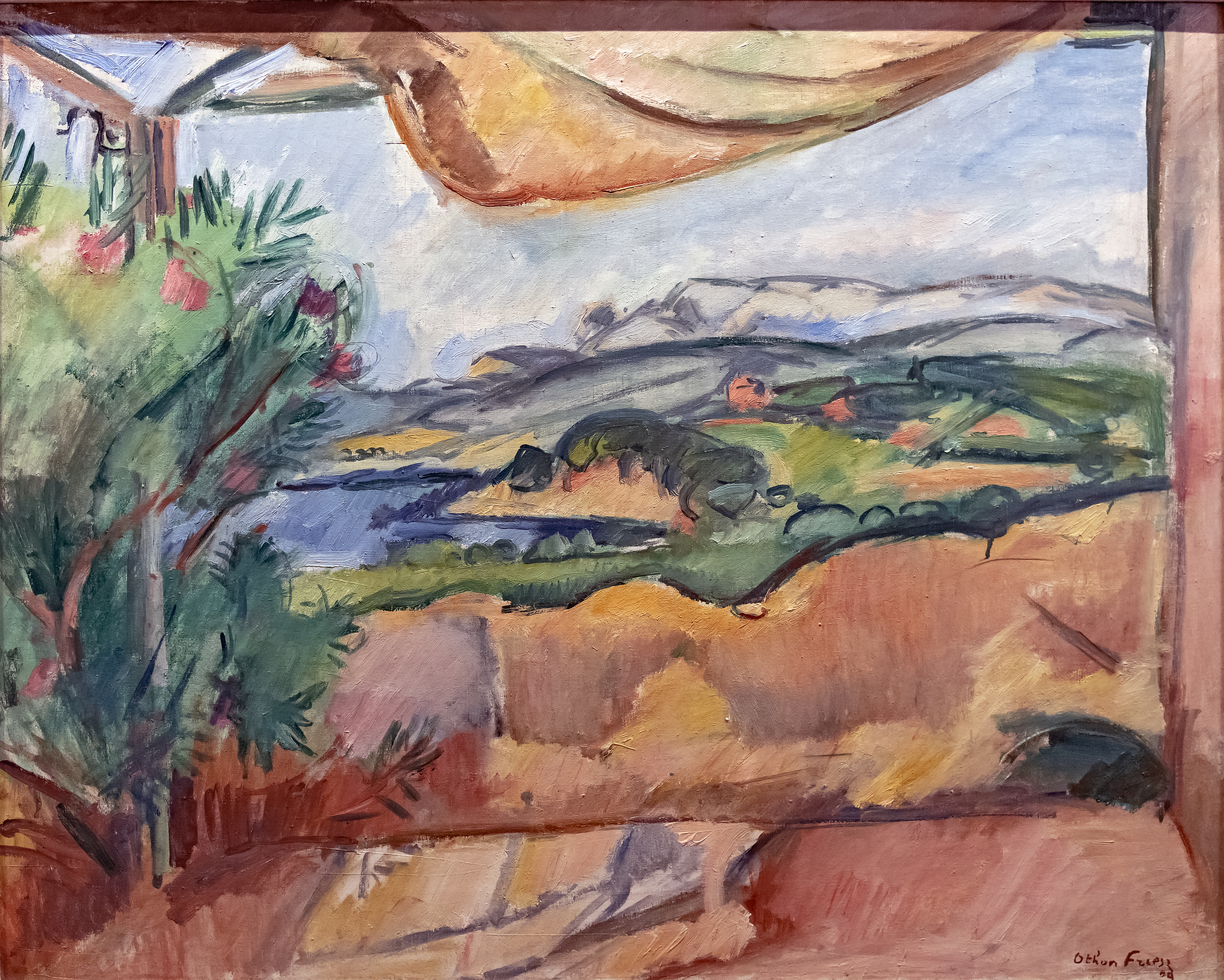
Paysage sur la terrasse (1909)
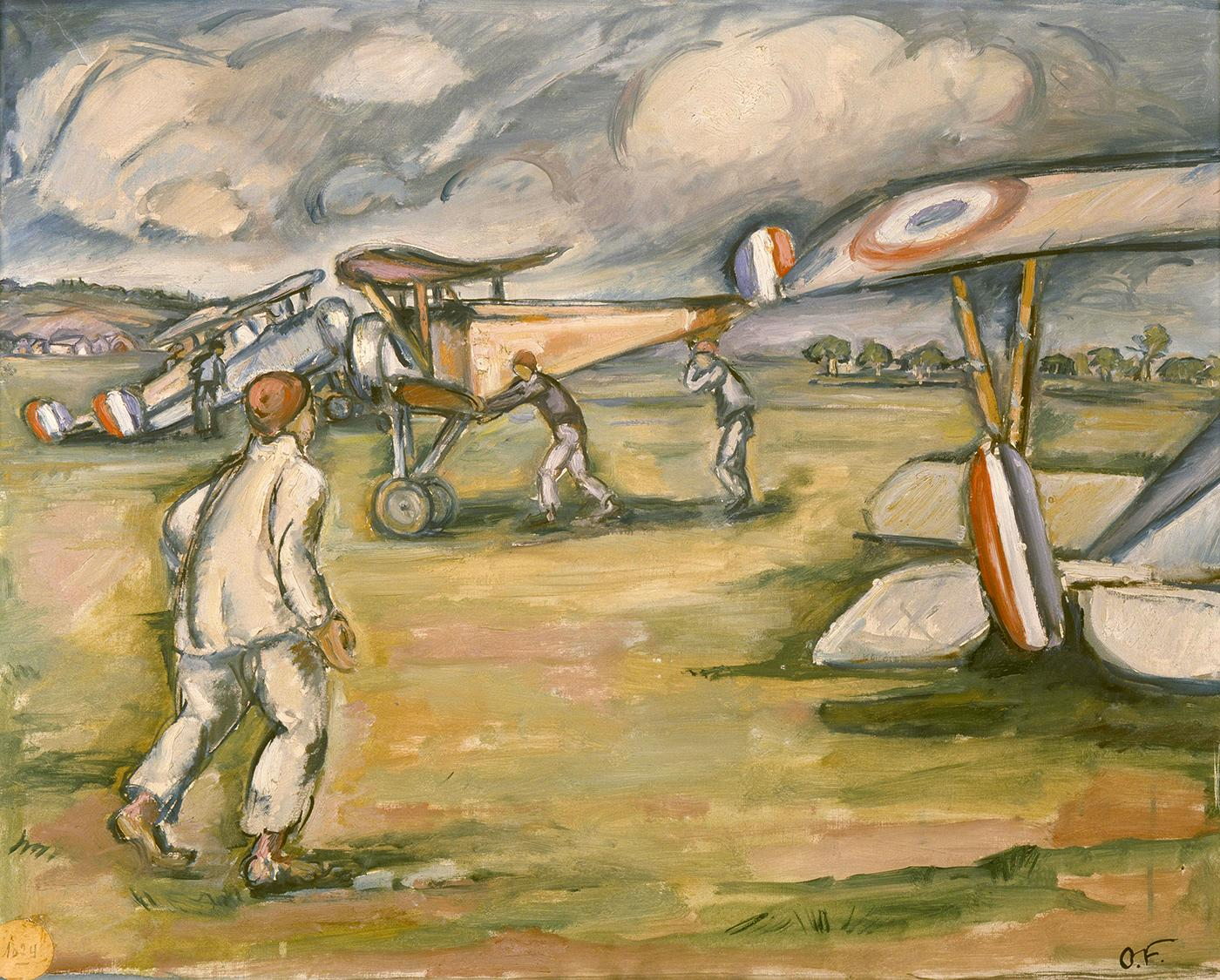
Annamites dans un camp d'aviation (1917)
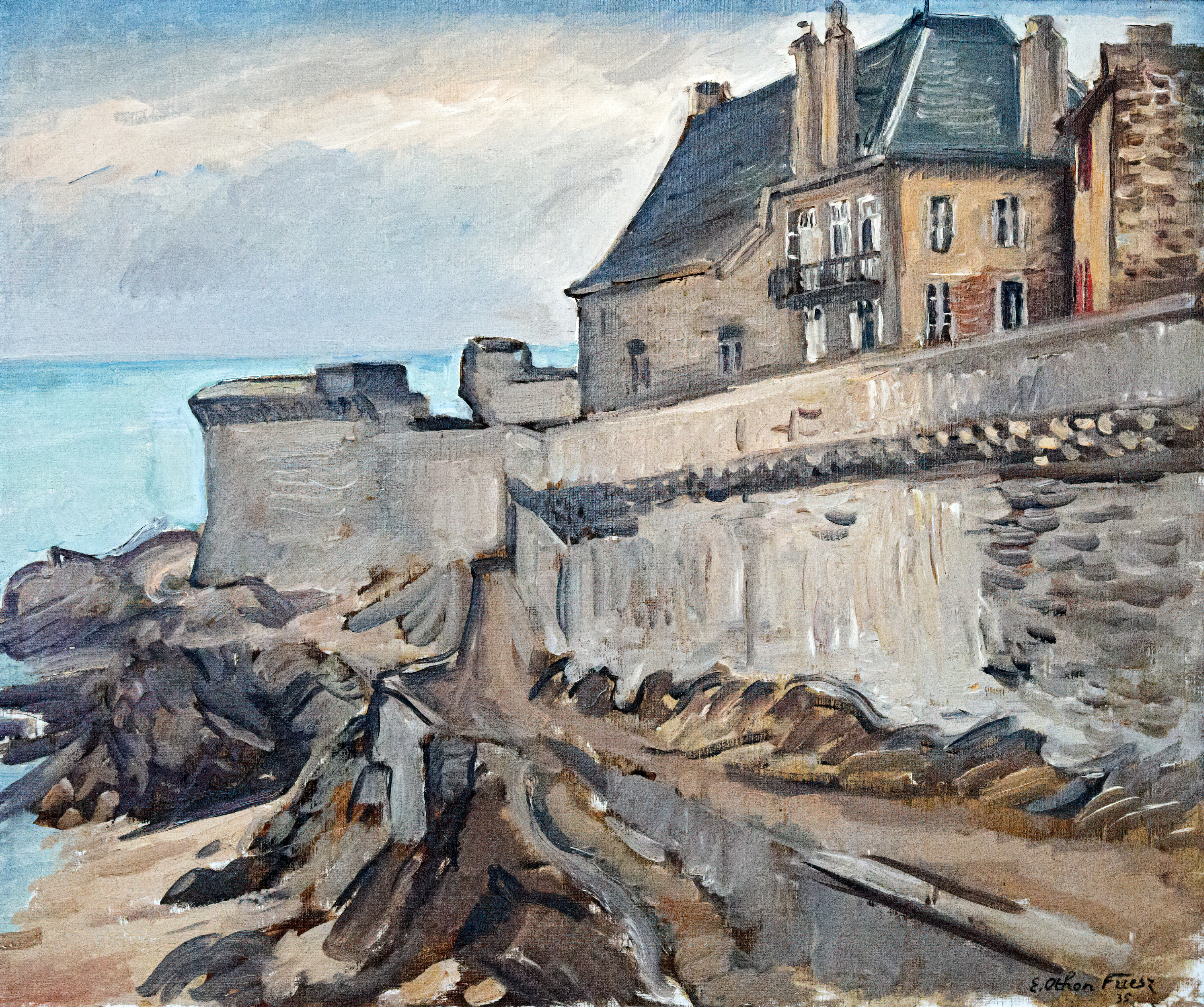
Les remparts de Saint-Malo (1935)